# جون كريستي (فنان بريطاني)
جون كريستي (بالإنجليزية: John Christie)‏ هو فنان بريطاني، ولد في 1945 في المملكة المتحدة.